# Perkele
Perkele è uno dei nomi utilizzati per indicare il dio del tuono Ukko nella mitologia finlandese. 

## Storia e contesto
Il nome, di origine baltica, corrisponde al lettone Pērkons, al lituano Perkūnas, al prussiano Percunis, al polacco Perkun o serbo Perun e allo sloveno Parkelj. Con l'avvento del Cristianesimo, i preti ridefinirono Perkele come uno dei tanti nomi di Satana facendone una parola proibita. Oggigiorno il termine è usato come una delle più comuni imprecazioni nella lingua finlandese.